# Lingua gan

Le lingue siniche in Cina

La lingua gan è una lingua sinitica parlata in Cina, nella parte meridionale. Al 2022, è parlata da 22,2 milioni di parlanti totali.

## Distribuzione geografica
Secondo Ethnologue, i locutori di gan erano circa 20 milioni nel 1984, stanziati nelle province di Jiangxi, Hunan, Hubei, Anhui e Fujian.
Al 2018, sempre secondo Ethnologue, era parlata da 22 milioni di parlanti madrelingua. Gran parte dei parlanti sono dunque madrelingua.

## Classificazione
Secondo lo standard ISO 639 la lingua gan è un membro della macrolingua lingua cinese (codice ISO 639-2 e ISO 639-2 zho).

## Fonologia
La lingua gan è una lingua tonale.

## Sistema di scrittura
Per la scrittura si utilizzano i caratteri cinesi, sia quelli semplificati sia quelli tradizionali.